# 終わらない願い
『終わらない願い』（おわらないねがい）は星田紫帆の1枚目のミニアルバム。

## 内容
シンガーソングライターの星田紫帆のインディーズデビュー作品。7曲中4曲は自作曲。

## 収録曲
1. ほどけた指
作詞・作曲：星田紫帆　編曲：Bonn
2. 迷子
作詞・作曲：星田紫帆　編曲：Bonn
3. 強くないよ
作詞・作曲：星田紫帆　編曲：Bonn
4. 終わらない願い
作詞・作曲：星田紫帆　編曲：Bonn
5. まなざし
作詞：星田紫帆　作曲・編曲：Bonn
6. TRAGIC LOVE
作詞：星田紫帆・西室斗紀子　作曲・編曲：Bonn
7. 笑顔
作詞：星田紫帆　作曲・編曲：Bonn

## 参加ミュージシャン
- Bonn - ギター、ベース、プログラミング(#ALL)
- Yukari Sekiya - ピアノ(#5)